# دیتر لازر
دیتر لازر (به آلمانی: Dieter Laser) (زاده ۱۷ فوریه ۱۹۴۲ - درگذشته ۲۹ فوریه ۲۰۲۰) بازیگر آلمانی بود و عمده ی شهرت وی به دلیل بازی در مجموعه فیلم های هزارپای انسانی و سریال لکس بود.
در تاریخ ۱۰ آپریل ۲۰۲۰ (روز ادینه نیک) در صفحه ی توویتری وی اعلام شد که او در تاریخ ۲۹ فوریه ۲۰۲۰ درگذشته است.

## فیلم‌شناسی
فهرست برخی فیلم‌هایی که او در آنها به ایفای نقش پرداخته‌است:
- جان گلوکشتات (۱۹۷۵)
- آلمان در پاییز (۱۹۷۸)
- غول (۱۹۹۶)
- شیطان (۱۹۹۶)
- شانگهای ۱۹۳۷ (۱۹۹۷)
- طوفان بالتیک (۲۰۰۳)
- هزارپای انسانی (۲۰۰۹)
- هزارپای انسانی ۳ (۲۰۱۵)